# George Gibbs (1er baron Wraxall)
Pour les articles homonymes, voir Gibbs et Wraxall (homonymie).
George Abraham Gibbs (6 juillet 1873 - 28 octobre 1931) est un homme politique conservateur britannique.

## Jeunesse
Formé au Collège d'Eton et Christ Church, Oxford, Gibbs est l'aîné des sept fils du major Antony Gibbs et Janet Louisa Merivale, fille de John Louis Merivale. Son grand-père, William Gibbs, est le frère cadet de George Henry Gibbs, le père de Hucks Gibbs (1er baron Aldenham), tandis que son arrière-grand-père, Antony Gibbs, est le fondateur de la firme Antony Gibbs & Sons, banquiers et marchands.

## Carrière militaire
Gibbs est nommé capitaine du régiment Yeomanry, le North Somerset Yeomanry, le 25 septembre 1895. Après le déclenchement de la seconde guerre des Boers à la fin de 1899, il se porte volontaire pour le service actif et, le 28 février 1900, il est nommé lieutenant dans l'Imperial Yeomanry où il sert dans la 48th (North Somerset) Company dans le 7e bataillon. Il est plus tard colonel du North Somerset Yeomanry et est nommé sous-lieutenant du Somerset en 1911.

## Carrière politique
En 1906, Gibbs est élu député de Bristol West (succédant à Sir Michael Hicks-Beach), siège qu'il occupe jusqu'en 1928. Il est Secrétaire parlementaire privé du secrétaire aux colonies Walter Long (1er vicomte Long) (son beau-père) et whip du gouvernement de 1917 à 1921 dans le ministère de coalition de David Lloyd George. En 1921, il est nommé trésorier de la maison, poste qu'il continue d'occuper également sous Bonar Law et Baldwin jusqu'en 1924 et de nouveau de 1924 à 1928. Gibbs est admis au Conseil privé en 1923, et en 1928, il est élevé à la pairie en tant que baron Wraxall, de Clyst St George, dans le comté de Devon.

## Famille
Lord Wraxall épouse Victoria Florence de Burgh Long, fille de Walter Long (1er vicomte Long). Ils ont trois enfants, une fille et deux fils. Les deux fils sont morts en bas âge. Après la mort de sa première femme en 1920, Lord Wraxall épouse en secondes noces l'hon. Ursula Mary Lawley, fille de Sir Arthur Lawley (plus tard le 6e baron Wenlock). Ils ont deux fils, successivement les 2e et 3e barons Wraxall.
Lord Wraxall est mort d'une pneumonie en octobre 1931, à l'âge de 58 ans. Il est remplacé dans la baronnie par son fils aîné de son second mariage, Richard Gibbs, 2e baron Wraxall.